# Сигуэнса-и-Гонгора, Карлос де
Ка́рлос де Сигуэ́нса и Го́нгора (исп. Carlos de Sigüenza y Góngora. 14 августа 1645, Мехико — 22 августа 1700, там же). Мексиканский священнослужитель, монах Ордена иезуитов, учёный-универсал, писатель и журналист, первый великий просветитель Новой Испании, основатель первой мексиканской газеты. Был родственником знаменитого испанского поэта Луиса де Гонгоры.

## Биография и творчество
Младший из восьми братьев. Его отец был воспитателем детей королевской фамилии Испании, но предпочёл уйти в отставку и эмигрировать в Новый Свет. Родители заботились о воспитании и образовании своих детей. В 1662 г. Сигуэнса поступил в иезуитский колледж в Тепоцотлане, где активно занимался вопросами религиозной философии. Одновременно он публикует первые свои поэмы. В 1662 г. принял монашество, в 1667 г. был изгнан из ордена иезуитов. Переехал в Мехико, где поступил в Королевский университет, к тому времени также контролировавшийся церковью. В 1672 г. был принят в университет преподавателем астрологии и математики и проработал на этом посту 20 лет. В 1673 г. рукоположен в священники, был капелланом в госпитале Amor de Dios в 1682—1700 гг.
В 1681 г. опубликовал памфлет Manifiesto filosófico contra los Cometas, в котором высмеивал суеверия и страх, порождённый небесными телами. Сигуэнса стоял у истоков отделения научной астрономии от астрологии, происходящего в то время. Трактат Сигуэнсы был раскритикован Эусебио Кино с позиций томизма и аристотелизма, в ответ он издал трактат Libra astronómica y philosóphica (1690), где выдвинул теорию комет, ссылаясь на Коперника, Галилея, Тихо Браге, Декарта и Кеплера.
В 1691 г. Сигуэнса впервые в науке Нового света применил микроскоп и доказал, что неурожай был следствием нашествия насекомых «чиауицтли» (разновидности земляных блох). В 1692 г. наступила засуха, и местные жители обвинили во всём испанцев, в Мехико начались погромы. Сигуэнсе чудом удалось спасти библиотеку и архив вице-короля, благодаря чему колониальная история Мексики полностью документирована.

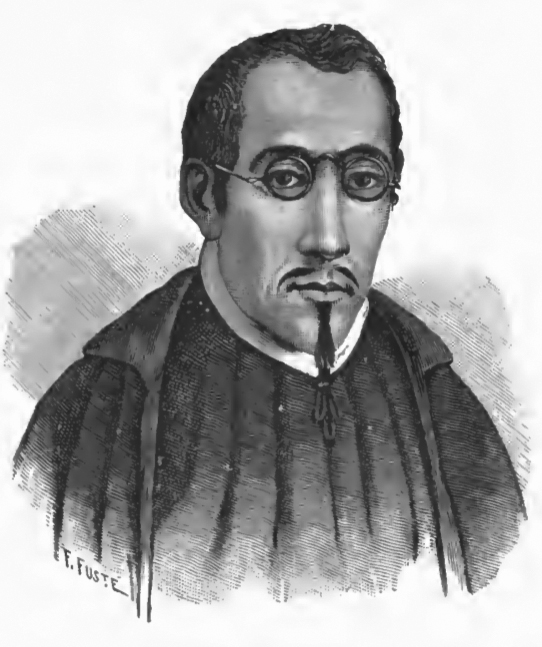

В 1693 г. Сигуэнса занимался картографической и гидрологической съёмкой долины Мехико. В том же году он сопровождал адмирала Андреса де Песа в исследовании северного побережья Мексиканского залива и Флориды, где впервые описал устье Миссисипи. Впечатления отразились в его романе «Несчастья Алонсо Рамиреса». С этого года он начинает издавать первую мексиканскую газету El Mercurio Volante.
Ещё в 1668 г. Сигуэнса заинтересовался древней историей Мексики, это произошло после знакомства с Хуаном де Альвой Иштлильшочитлем, потомком вождей Тескоко. Унаследовал архив Чимальпаина, который впоследствии попал в коллекцию Лоренцо Ботурини.
В 1694 г. он подал в отставку из университета и, видимо, вернулся в орден иезуитов. В 1699 г. стал членом инквизиции в звании коррехидора (цензора). Скончался от мочекаменной болезни. Завещал свою библиотеку (518 томов) иезуитскому колледжу, в котором когда-то учился, а тело — медикам, «чтобы они изыскали средство против того зла, которое причиняет смерть».
Сигуэнса де Гонгора был хорошо известен не только в Мексике, но и в Европе. Есть сведения, что король Людовик XIV приглашал его переехать в Париж.

## Деятельность в области культуры
В рукописях из архива Иштлильшочитля, Сигуэнса нашёл записи 1531 г., посвящённые явлению Богородицы. Сигуэнса глубоко почитал этот образ и в 1662 г. посвятил Богородице Гваделупской поэму. Именно благодаря Сигуэнсе эта история стала частью национальной истории Мексики. См. Хуан де Сумаррага.
В 1680 г. руководил сооружением триумфальной арки в честь нового вице-короля — дона Антонио де ла Серда и Арагона.

## Исторические взгляды
Сигуэнса, вероятно, был первым исследователем, связавшим древние народы Мексики с мифом об Атлантиде. В частности, в 1680 г. он писал, что ольмеки переселились в Новый Свет из Атлантиды. Наличие образа креста в индейской иконографии объяснял тем, что апостол Фома из Индии переехал в Мексику и крестил жителей этой страны.
Наследие Сигуэнсы было в полной мере востребовано лишь в независимой Мексике.